# Люк Гарпер
Броді Лі (англ. Brodie Lee, 16 грудня 1979 — 26 грудня 2020) — американський професійний реслер. З 3 березня 2012 виступав у найбільшій федерації реслінгу WWE під ім'ям «Люк Харпер», з 8 липня 2013 року — в основному ростері компанії. Також він виступав в таких федераціях як Ring of Honor, Chikara, Combat Zone Wrestling.

## Кар'єра в реслінгу

### NXT; Сім'я Уаятта (2012—2013)
Після підписання контакту з WWE його направили в підготовчий центр WWE — Florida Championship Wwrestling, де він почав виступати під ім'ям «Люк Харпер». В серпні, після закриття FCW Люк був направлений в NXT. У листопаді він разом з Еріком Роуеном і Бреєм Уаяттом сформували угруповання під назвою «Родина Уаятта». За 9 місяців перебування в NXT їх сімейка досягла чималого успіху, а Харпер з Еріком Роуеном змогли навіть завоювати Командне чемпіонство NXT. В червні 2013 року вони програли Едріану Невіллу і Корі Ґрейвзу.

### Дебют Сім'ї Уаятта в основному ростері
8 липня 2013 на RAW угрупування дебютувала в основному ростері WWE, напавши на Кейна і сильно кинувши його на сталеві сходинки. Після цього вони багато разів нападали на різних зірок WWE: Джастіна Гебріела, Ар-Труса, 3МВ (Дрю Макінтайр, Хіт Слейтер і Джіндер Махал), Міза, Кофі Кінгстона та багатьох інших.
28 жовтня на RAW Сім'я Уайатт вийшла на новий рівень, напавши на двох топових зірок WWE — Деніела Браяна і СМ Панка. Через тиждень на RAW Харпер програв Панку, а на наступному SmackDown — Браяну по дискваліфікації. Після цього був призначений командний матч на PPV Survivor Series між Роуеном і Харпером проти Панка і Браяна, в якому перемогу здобули останні. На наступному RAW після ППВ був призначений Гандикап матч між Сім'єю Уайатт проти СМ Панка і Деніела Браяна, в якому перемогу знову здобули фейси по дискваліфікації, після того, як Уаятти почала бити Панка і Брайана, не слухаючи рефері.

### Смерть
У жовтні 2020 року був госпіталізований через невідому легеневу проблему. 26 грудня помер у віці 41 року. Пізніше було встановлено, що причиною смерті є ідіопатичний легеневий фіброз, рідкісний стан, який призводить до того, що легенева тканина стає безповоротно потовщеною і жорсткою.

## В реслінгу

### Фінішер
- Truckstop

### Прийоми
- Big boot
- Body avalanche
- Catapult hangman

- European uppercut
- Gator Roll
- Sitout scoop slam piledriver
- Suicide dive
- Superkick

### Менеджери
- Джиммі Джейкобс
- Брей Уаятт

### Музичні теми
- «You Got It (The Right Stuff)» від New Kids on the Block
- «God's Gonna Cut You Down» від Johnny Cash
- «Live in Fear» від Mark Crozer
- «Swamp Gas» від Джима Джонсона

## Титули і нагороди

### Alpha-1 Wrestling
- A1 Zero Gravity Championship (1 раз)

### Jersey All Pro Wrestling
- JAPW Heavyweight Championship (1 раз)
- JAPW New Jersey State Championship (1 раз)
- JAPW Tag Team Championship (1 раз) — з Некро Бутчером

### Next Era Wrestling
- NEW Heavyweight Championship (1 раз)

### NWA Empire
- NWA Empire Heavyweight Championship (1 раз)
- NWA Mississippi
- NWA Southern Television Championship (1 раз)

### Pro Wrestling Illustrated
- PWI ставить його #34 з топ 500 найкращих реслерів у 2014 році.

### Rochester Pro Wrestling/NWA Upstate/NWA New York
- NWA Upstate Kayfabe Dojo Championship (1 раз)
- NWA Upstate/NWA New York Heavyweight Championship (3 рази)
- RPW Tag Team Championship (1 раз) — з Фредді Майднайт
- RPW / NWA Upstate Television Championship (1 time)

### Squared Circle Wrestling
- 2CW Heavyweight Championship (2 рази)

### World of Hurt Wrestling
- WOHW United States Championship (3 рази)

### Wrestling Observer Newsletter
- Best Gimmick (2013) The Wyatt Family

### WWE NXT
- NXT Tag Team Championship (1 раз) — з Еріком Роуеном